# 出雲市立浜山中学校
出雲市立浜山中学校（いずもしりつ はまやまちゅうがっこう）は、島根県出雲市松寄下町にある公立中学校。

## 沿革
- 1988年（昭和63年）4月1日 - 出雲市立第二中学校から高松・長浜地区を分離して設立。

## 校区
- 校区は、高松小学校、長浜小学校の通学区域となっている。

## 部活動

### 体育系
- 陸上競技部
- 野球部
- サッカー部
- バレーボール部
- ソフトテニス部
- 卓球部
- 剣道部

### 文化系
- 吹奏楽部
- 合唱部
- 美術部
- 放送部